# سازمان بین‌المللی هوانوردی کشوری
سازمان بین‌المللی هوانوردی غیر‌نظامی (به انگلیسی: International Civil Aviation Organization)(اختصاری ایکائو-ICAO) یک نهاد تخصصی سازمان ملل متحد است. مأموریت ایکائو هماهنگ‌سازی استانداردهای بین‌المللی پروازی و مدیریت خطوط هوایی در سطح جهان است.
ایکائو بر اساس کنوانسیون شیکاگو ایجاد شده و بسیاری از کشورهای دنیا به آن پیوسته‌اند. مقر دائمی ایکائو در مونترال کانادا است، اما به‌طور موقت می‌تواند به محل دیگری منتقل شود. نپرداختن حق عضویت در این سازمان مانند سازمان ملل می‌تواند موجب تعلیق حق رأی آن عضو شود. این اتفاق تاکنون برای لهستان، اردن و نیکاراگوئه افتاده‌است.
معاهده هوانوردی غیرنظامی بین‌المللی که سازمان ایکائو بر اساس آن تأسیس شده هواپیماها را به دو نوع کشوری و دولتی تقسیم کرده و اعلام داشته که این قرارداد فقط هواپیماهای کشوری را شامل می‌شود. معاهده تعریفی از هواپیماهای کشوری به دست نداده اما از آنجا که انواع هواپیماهای دولتی را تعریف کرده می‌توان گفت هواپیماهایی که دولتی نباشند و پرواز بین‌المللی انجام دهند هواپیمای کشوری محسوب می‌شوند. هواپیمای دولتی هم در ماده ۵ این معاهده هواپیماهایی که کارهای نظامی، گمرکی و شهربانی (نیروی انتظامی) را انجام می‌دهند تعریف شده‌اند. ابهام واژه هواپیمای دولتی باعث شده تا نظرات مختلفی در مورد دایره شمول آن بیان می‌شود. یکی از نویسندگان به نام ورشور در کتاب مقدمه‌ای بر حقوق هوایی خود هواپیماهای دولتی را شامل هواپیماهای نظامی و انتظامی یعنی هواپیماهایی که بخشی از نیروهای مسلح را تشکیل می‌دهند، هواپیماهای گمرک، پست، هواپیماهای حامل سران و مقامات بلندپایه کشورها و هواپیماهای در حال مأموریت ویژه دانسته‌است.

## شورای ایکائو
شورای ایکائو نهاد اصلی تصمیم‌گیری در این سازمان است و از نمایندگان ۳۶ کشور عضو ایکائو که توسط اعضای مجمع عمومی برای مدت سه سال انتخاب می‌شوند، تشکیل می‌شود.

## ارکان‌ها
- کمیسیون هوانوردی
- کارگروه پشتیبانی از خدمات هوایی
- کارگروه ترابری هوایی